# ویم ون در کف
ویم ون در کف (انگلیسی: Wim van der Kroft; ۱۶ اوت ۱۹۱۶ – ۲۱ مارس ۲۰۰۱) قایقران کایاک اهل پادشاهی هلند بود.